# Бьязини, Даниэль
Даниэль Бьязини (фр. Daniel Biasini; 1949, Париж) — французский сценарист. В 1975—1981 годах состоял в браке с Роми Шнайдер. Отец актрисы Сары Бьязини.
С 1972 года Даниэль Бьязини работал на парижской киностудии Lira и познакомился с Роми Шнайдер на съёмках фильма «Поезд». Впоследствии он стал её секретарём, а затем Бьязини и Шнайдер поженились вскоре после развода актрисы с её первым супругом Гарри Майеном. В этом браке родилась дочь Сара.
В 1980 году по сценарию Даниэля Бьязини «Плохой сын» одноимённый фильм снял режиссёр Клод Соте. Бьязини — автор книги «Моя Роми».
В 2003 году Даниэль Бьязини женился на Габриэле Гейдрих. В настоящее время живёт в Испании на острове Ивиса и работает риелтором.

### на французском языке
- Daniel Biasini. Ma Romy. Éditions Michel Lafon, 1998, 325 pages, ill. ISBN 978-2-8409-8180-0